# SMS Blücher
El SMS Blücher fue el último crucero acorazado construido por la Marina Imperial alemana (Kaiserliche Marine). Su diseño buscaba adecuarse a las características que la inteligencia alemana creyó incorrectamente que eran las especificaciones de los cruceros de batalla británicos de la clase Invincible. El Blücher fue más grande que los anteriores cruceros acorazados y portó armamento más pesado, pero no llegó a igualar el tamaño y artillería de los cruceros de batalla que reemplazaron a los cruceros acorazados en las armadas británica y alemana. El navío recibió su nombre del mariscal de campo Gebhard Leberecht von Blücher, comandante del ejército prusiano que enfrentó y derrotó a Napoleón en la batalla de Waterloo en 1815.
El Blücher fue construido en los astilleros Kaiserliche Werft de Kiel entre 1907 y 1909, y entró en servicio el 1 de octubre de este último. Sirvió en el I Grupo de Reconocimiento de la Marina Imperial la mayor parte de su carrera, incluyendo la primera parte de la Primera Guerra Mundial. Tomó parte en el episodio del bombardeo a las ciudades costeras inglesas de Scarborough, Hartlepool y Whitby, y en el ataque a Great Yarmouth, en 1914.
En la batalla del Banco Dogger, el 24 de enero de 1915, el Blücher fue alcanzado por proyectiles de los cruceros de batalla británicos del escuadrón comandado por el almirante David Beatty y los daños recibidos redujeron significativamente su velocidad. El almirante Franz von Hipper, comandante del escuadrón alemán, decidió abandonar el Blücher a merced de los barcos que les perseguían a fin de poder conservar sus navíos más valiosos. Bajo un intenso fuego de los barcos británicos, el Blücher fue hundido y su tripulación comenzada a rescatar por los destructores ingleses. Sin embargo, las operaciones de rescate se tuvieron que interrumpir cuando un dirigible zeppelín alemán, que confundió el maltrecho Blücher con un barco inglés, comenzó a bombardearlos. Las víctimas exactas del hundimiento del SMS Blücher no se conocen, pero su número oscila entre 747 y 1000.

## Diseño
Los cruceros acorazados alemanes, conocidos como Große Kreuzer, fueron diseñados para diversos requerimientos, como enfrentarse a las fuerzas de reconocimiento de armadas enemigas o combatir en la primera línea de batalla. El primero de ellos, el SMS Fürst Bismarck, fue enviado de urgencia a China para hacer frente al Levantamiento de los bóxers en 1900. Los siguientes cruceros acorazados, con excepción de los dos clase Scharnhorst, sirvieron con la flota en las fuerzas de reconocimiento.
El 26 de mayo de 1906 el Reichstag autorizó los fondos para el Blücher junto con los de los dos primeros acorazados clase Nassau. Aunque su tamaño y su artillería superarían notablemente los anteriores cruceros acorazados, para el Blücher se conservó esta designación a fin de ocultar su verdadero potencial. Ordenado con el nombre provisional «E», su diseño estuvo directamente inspirado en los cruceros acorazados que en esa misma época se construían en el Reino Unido, y que serían sus rivales en el mar. Los alemanes esperaban que los británicos armaran sus naves con seis u ocho cañones de 230 mm, por lo que ellos aprobaron un diseño con doce cañones de 210 mm en seis torretas, lo que suponía mucho más poder de fuego que los anteriores clase Scharnhorst, que solo equipaban ocho cañones de 210 mm.
Una semana antes de autorizarse definitivamente la construcción del Blücher, el agregado naval alemán consiguió hacerse con información detallada de los nuevos navíos británicos, llamados clase Invincible. El HMS Invincible portaba ocho cañones de 305 mm, y pronto se reconoció que estos eran un nuevo tipo de barcos de guerra, que con el tiempo fueron clasificados como cruceros de batalla. Cuando salieron a la luz los detalles de este barco inglés era demasiado tarde para rediseñar el Blücher y tampoco había fondos para ello, por lo que se continuó con lo programado. Esto significó probablemente que el Blücher estaba obsoleto antes incluso de iniciarse su construcción y fue rápidamente superado por los cruceros de batalla de la Marina Imperial, el primero de los cuales fue el SMS Von der Tann, ordenado en 1907. A pesar de todo esto, el Blücher siempre sirvió con el escuadrón de batalla alemán. El costo último del Blücher para el gobierno alemán fue de 28 532 000 marcos de oro alemanes.

### Características generales

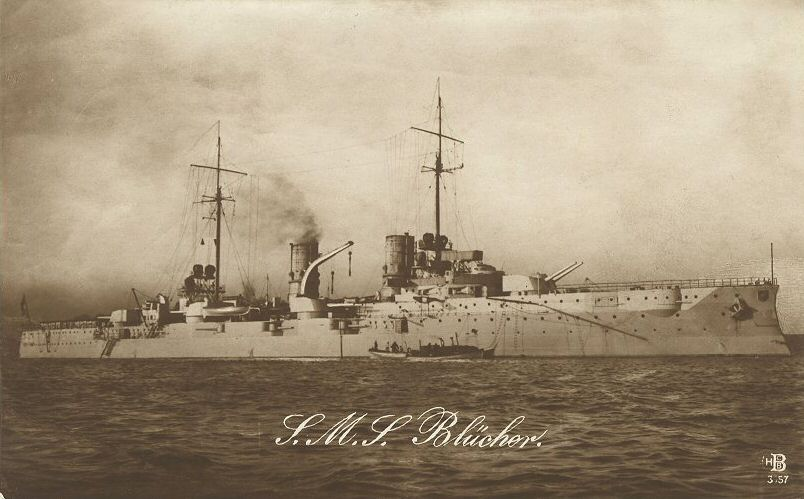
El Blücher antes de la guerra.

El Blücher medía 161,1 metros en la línea de flotación y 161,8 m en total. Su manga alcanzaba los 24,5 metros, que con las redes anti-torpedo a ambos lados del buque se estiraba hasta los 25,62 m. Su calado era de 8,84 m en proa y de algo menos, 8,56 m, en popa. Su desplazamiento era de 15 842 toneladas métricas según los diseños y de 17 500 t como máximo. Su casco fue construido con dos bastidores transversales y longitudinales, con trece mamparos y un doble fondo que cubría aproximadamente el 65% de su longitud.
Los documentos de los archivos navales alemanes generalmente resaltan su escasa inclinación y desplazamiento suave en el mar. Sin embargo, sufrió un grave bamboleo, y con el timón presionado, escoraba hasta 10 grados de la vertical y perdía un 55% de velocidad. Su centro de carena era de 1,63 m. El navío contaba con una tripulación de 41 oficiales y 812 marineros, con 14 oficiales y 62 marineros adicionales cuando sirvió como buque insignia. Portaba varias pequeñas embarcaciones, incluyendo cuatro botes, tres barcazas, dos lanchas y dos yolas.

### Propulsión
El Blücher fue equipado con tres máquinas de vapor de triple expansión vertical y cuatro cilindros. Cada motor movía un propulsor, de los cuales la hélice central tenía un diámetro de 5,3 metros y las dos exteriores alcanzaban hasta 5,6 m, todo guiado por un único timón de dirección. Los tres motores estuvieron separados en salas de máquinas individuales. Con seis calderas de tipo marino por habitación, el barco contuvo un total de 18 calderas de carbón que lo impulsaban, de acuerdo al diseño, a 24,5 nudos, aunque en las pruebas de mar esta cifra se incrementó hasta los 25,4 nudos. A la velocidad de crucero de 12 nudos, el Blücher podía navegar 6600 millas náuticas (12 200 km), distancia que se reducía a 3250 millas (6000 km) si avanzaba a 18 nudos. El buque fue planeado para portar 900 toneladas métricas de carbón, aunque los espacios vacíos del casco permitían hasta 2510 toneladas métricas. El suministro eléctrico era proporcionado por seis turbogeneradores que producían 1000 kW a 225 voltios. La mayor potencia que alcanzó nunca el motor alternativo de un buque de guerra fueron 43 886 hp, marcados por el Blücher durante sus pruebas de mar en 1909.

### Armamento
El Blücher estuvo equipado con doce cañones de disparo rápido SK L/45 de 210 mm en seis torretas gemelas: un par en popa, otro en proa y dos pares más de torretas voladas a ambos lados de la superestructura. Los cañones eran alimentados con un total de 1020 proyectiles u 85 disparos cada uno. Cada proyectil pesaba 108 kg y medía 61 cm de longitud. Los cañones podían ser bajados 5 grados y elevados 30; su alcance máximo era de 19 100 metros. Su velocidad de disparo podía llegar a las 4 o 5 rondas por minuto.
Asimismo, el buque tenía una batería secundaria de ocho cañones de disparo rápido SK L/45 de 150 mm montados en casamatas MPL C/06, cuatro dispuestos en el centro del barco y a ambos lados. Estos cañones podían disparar a objetivos a 13 500 metros de distancia, y disponían para ello de 1320 proyectiles de 45,3 kg (165 cada uno) disparados a un ritmo sostenido de 5 a 7 disparos por minuto. Eran insertados con una carga propulsora RPC/12 de 13,7 kg de peso y cartucho de latón. Los cañones disparaban a una velocidad de 835 metros por segundo y se esperaba que pudieran servir para 1400 detonaciones antes de ser reemplazados.
Además de esto, el crucero acorazado contó con 16 cañones de tiro rápido SK L/45 de 88 mm, emplazados en casamatas y con montaje pivotante. Cuatro de ellos se encontraban cerca del puente, cuatro en proa, otros tantos en popa y los restantes en la superestructura posterior. Sus 3200 proyectiles disparados a una ritmo de 15 por minuto pesaban 10 kg y se cargaban con una carga propulsora RPC/12 de 3 kg. Su esperanza de vida era de 7000 disparos y su alcance máximo de 10 700 metros.
Como complemento, el Blücher fue equipado con cuatro tubos lanzatorpedo de 450 mm, uno en proa, otro en popa y los dos restantes en los costados, todos por debajo de la línea de flotación. Para su empleo el navío portaba 11 torpedos con ojivas de 110 kg que podían ser disparados a dos velocidades: 32 nudos con un alcance de 2000 metros o 36 nudos con alcance de 1600 metros.

### Blindaje

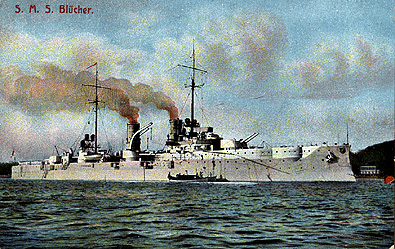
El Blücher en una postal de 1914.

Al igual que otros buques alemanes de la época, el Blücher fue equipado con acero cementado Krupp. La cubierta blindada era de entre 50-70 mm de espesor, otras partes importantes de la nave tenían todavía más grosor y el resto de menor relevancia contaban con blindaje menos grueso. El cinturón blindado —desde la cubierta hasta la línea de flotación— alcanzaba los 180 mm para proteger la maquinaria, municiones y otros equipamientos importantes. Este cinturón convergía en los extremos de la nave, pero en las zonas sensibles se reforzaba con una lámina de 30 mm de madera de teca. Este cinturón blindado era complementado con otro de protección contra torpedos, de 35 mm, aunque este solo existía en la línea central entre las torretas delantera y trasera.
La torre del timonel delantera era la parte más fuertemente blindada de todo el barco, pues sus laterales contaban con protecciones de 250 mm y su techo de 80 mm. La torreta trasera, sin embargo, tenía un techo con solo 30 mm de protección y unos laterales con 140 mm, mientras que la torreta central estaba protegida por 160 mm y las de las baterías principales con 80 mm en sus techos y 180 mm en los laterales.

## Historial de servicio
El Blücher fue botado el 11 de abril de 1908 y puesto en comisión en la flota el 1 de octubre de 1909, sirviendo como buque escuela de artilleros navales desde 1911. En 1914 fue transferido al I Grupo de Reconocimiento junto con los nuevos cruceros de batalla SMS Von der Tann, SMS Moltke y el buque insignia SMS Seydlitz.

### Redada en el Mar Báltico
La primera operación en que tomó parte el Blücher fue una infructuosa redada en el Mar Báltico contra fuerzas rusas. El 3 de septiembre de 1914 el Blücher junto con siete acorazados pre-dreadnought del IV Escuadrón, cinco cruceros y 24 destructores navegaron por el Báltico intentando atraer una parte de la flota rusa para atacarla y destruirla. El crucero ligero SMS Augsburg se encontró con los cruceros acorazados Bayan y Pallada al norte de la isla Dagö —hoy Hiiumaa— e intentó atraerlos al Blücher para que este los destruyera, pero los rusos no cayeron en la trampa y en su lugar se retiraron al Golfo de Finlandia. El 9 de mayo la operación se dio por concluida sin ningún encontronazo por parte de las flotas enemigas.

### Bombardeo de Yarmouth
El 2 de noviembre de 1914 el Blücher, el Von der Tann y el Seydlitz, acompañados de cuatro cruceros ligeros, abandonaron el estuario del río Jade y navegaron hasta las costas del Reino Unido. La flotilla arribó al amanecer del día siguiente a Great Yarmouth y bombardeó su puerto mientras el crucero ligero Stralsund establecía un campo de minas. El submarino británico D5 intentó responder al ataque pero tocó una de las minas plantadas y se hundió. Poco después el almirante al mando de la incursión, Franz von Hipper, ordenó volver a aguas alemanas. En el camino una densa niebla ocultó la Bahía de Heligoland y los barcos recibieron la orden de detenerse hasta que mejorara la visibilidad y así poder navegar con seguridad entre las zonas minadas. Sin embargo, el crucero acorazado SMS Yorck incurrió en un error de navegación y penetró en un campo de minas alemanas, golpeando una y provocando su explosión. Solo 127 de sus 629 tripulantes sobrevivieron al desastre.

### Bombardeo de Hartlepool, Scarborough y Whitby
El almirante Friedrich von Ingenohl, comandante de la Flota de Alta Mar alemana, decidió que debería llevarse a cabo otro ataque contra las costas inglesas con la esperanza de atraer algunos barcos de guerra de la Marina Real Británica, la más numerosa del mundo entonces, y así destruir parte de sus efectivos para reducir la desigualdad numérica. A las 03:20 del 15 de diciembre de 1914 el Blücher, más el Moltke, el Von der Tann, el Seydlitz y el nuevo crucero de batalla SMS Derfflinger, además de los cruceros ligeros Kolberg, Strassburg, Stralsund y Graudenz, junto con dos escuadrones de buques torpederos, partieron del estuario del Jade y navegaron en dirección norte, más allá de la bahía de Heligoland, hasta llegar al faro de Horns Reef, donde tomaron rumbo oeste. 12 horas después de la partida de esta fuerza, comandada por Franz von Hipper, también dejó el Jade el grueso de la Flota de Alta Mar, que consistía en 14 dreadnoughts, 8 pre-dreadnoughts, dos cruceros acorazados, 7 cruceros ligeros y 54 buques torpederos. Su misión era dar cobertura lejana a las operaciones del Grupo de Reconocimiento de Hipper.

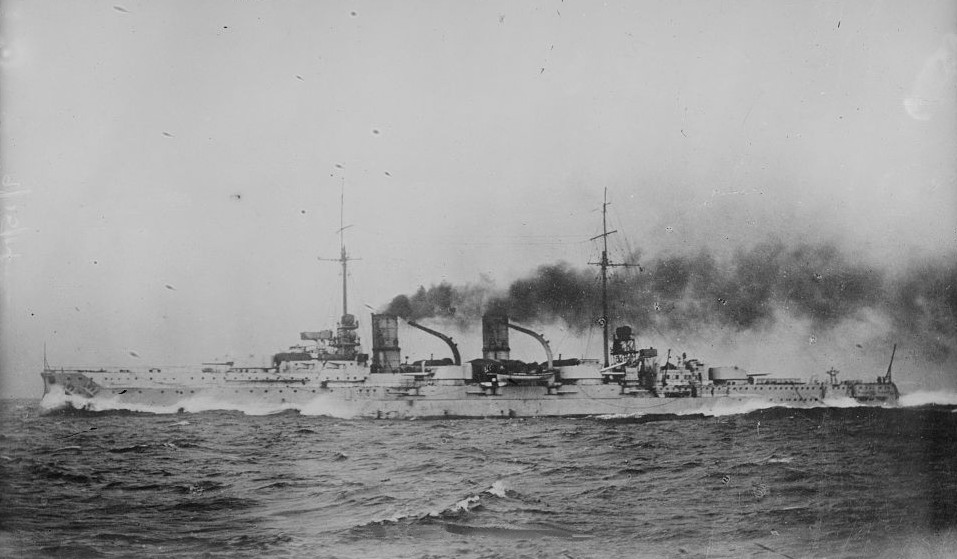
El Blücher navegando.

El 26 de agosto de 1914 el crucero ligero alemán Magdeburg había encallado en el golfo de Finlandia y había sido capturado por las fuerzas rusas, que así se hicieron con libros de código usados por la flota alemana y con cartas de navegación del Mar del Norte. Estos documentos fueron transferidos a la Marina Real británica, que desde entonces pudo decodificar los mensajes alemanes y conocer por anticipado el bombardeo de Scarborough y la fecha de su realización. Los detalles exactos no eran conocidos por los ingleses, pero supusieron que la flota alemana se mantendría segura en puerto como en la incursión anterior. Los cuatro cruceros de batalla del almirante David Beatty, apoyado por el 3º Escuadrón de cruceros y el 1º escuadrón de cruceros ligeros, junto con los seis dreadnoughts del 2º Escuadrón de Batalla, se dirigieron a emboscar la formación de Hipper.
Durante la noche del 15 de diciembre, el cuerpo principal de la Flota de Alta Mar se encontró con destructores británicos. Temiendo la posibilidad de un ataque nocturno con torpedos, el almirante Ingenohl ordenó retirada. Hipper no se enteró de la decisión de su superior y continuó con los bombardeos. Al llegar a las costas británicas este dividió sus barcos en dos grupos: Seydlitz, Moltke y Blücher fueron al norte para atacar Hartlepool, mientras que el Von der Tann y el Derfflinger fueron al sur para bombardear Scarborough y Whitby. De las tres ciudades, solo Hartlepool tenía baterías de artillería costera. Durante al ataque a Hartlepool, el Seydlitz recibió tres impactos y el Blücher seis de las baterías costeras. Aunque el barco sufrió pocos daños, 9 tripulantes del Blücher murieron y otros 3 fueron heridos. A las 09:45 del día 16 los dos grupos volvieron a unirse y comenzaron su retirada hacia el este.
En ese momento, los cruceros de batalla de Beatty estaban en condiciones de bloquear la ruta escogida por Hipper, mientras que otra fuerza venía en camino para completar el cerco. A las 12:25 los cruceros ligeros del II Grupo de Reconocimiento atravesaron las fuerzas británicas en busca de las de Hipper. Uno de los cruceros del 2º Escuadrón de cruceros ligeros vio al Stralsund y dio aviso a Beatty, por lo que cinco minutos después este volvió sus cruceros hacia los alemanes. Beatty supuso que los cruceros germanos eran la pantalla de avance para los barcos de Hipper, pero los cruceros de este estaban 50 km por delante. El 2º Escuadrón de cruceros ligeros, que había estado actuando de pantalla de los barcos de Beatty, se destacó para perseguir los barcos de Hipper, pero un mensaje malinterpretado de los cruceros británicos lo envió de vuelta a su posición de cobertura. Esta confusión permitió a los navíos alemanes navegar al noreste de las fuerzas británicas y escapar de ellas.
Tanto británicos como alemanes estuvieron muy desafortunados en encarar a sus oponentes. La reputación del almirante Ingenohl resultó seriamente dañada debido a su timorata actitud, y el furioso capitán del Moltke dijo que este había ordenado retirada «porque tenía miedo de once destructores británicos que podían ser eliminados… Bajo la actual dirección no vamos a lograr nada.» La historia oficial alemana critica a Ingenohl por no usar sus fuerzas ligeras para determinar el tamaño de la flota británica, indicando: «Se decidió por una medida que no solo puso en peligro sus fuerzas desplegadas frente a la costa inglesa, sino que también privó a la flota alemana de una victoria segura.»

### Batalla del Banco Dogger

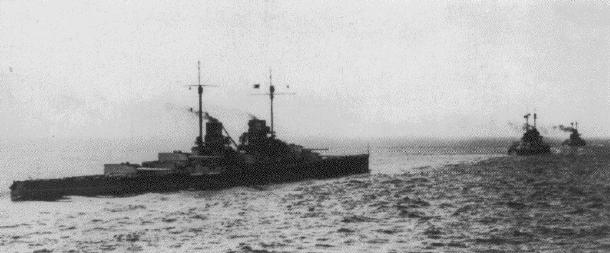
Los cruceros de batalla Derfflinger, Moltke y Seydlitz, componentes junto al Blücher del I Grupo de Reconocimiento de la Marina Imperial, en camino al Banco Dogger.

A primeros de enero de 1915 supieron en el comando naval alemán que barcos británicos estaban llevando a cabo reconocimientos en el área del Banco Dogger. El almirante Ingenohl se mostró reacio a destruir esos barcos porque el I Grupo de Reconocimiento estaba momentáneamente debilitada mientras el Von der Tann permanecía en dique seco para mantenimiento periódico. El contraalmirante Richard Eckermann, jefe del Estado Mayor de la Flota de Alta Mar, insistió en la operación, por lo que Ingenohl cedió y ordenó a Hipper dirigirse con sus cruceros de batalla al Banco Dogger.
El 23 de enero Hipper partió con el Seydlitz a la cabeza, seguido del Moltke, el Derfflinger y el Blücher, junto con los cruceros ligeros Graudenz, Rostock, Stralsund y Kolberg y 19 buques torpederos de la V Flotilla y las II y XVIII Medias Flotillas. El Graudenz y el Stralsund fueron asignados a la cobertura delantera, el Kolberg y el Rostock a estribor y babor, respectivamente. Cada crucero ligero contó con una media flotilla de buques torpederos adjunta.
Una vez más, la interceptación de las señales inalámbricas alemanas jugó un importante papel. Aún sin tener conocimiento exacto de operación, la inteligencia británica dedujo el movimiento de las fuerzas alemanas al Banco Dogger. Para combatirlos el 1º Escuadrón de cruceros de batalla de Beatty, el 2º escuadrón de cruceros de batalla del contraalmirante Gordon Moore y el 2º escuadrón de cruceros ligeros del comodoro William Goodenough fueron a reunirse a las 08:00 del día 24 de enero con la Fuerza Harwich del comodoro Reginald Tyrwhitt a 30 millas náuticas al norte del Banco Dogger.
A las 08:14 del día 24 de enero el crucero alemán SMS Kolberg divisó al crucero ligero Aurora y a varios destructores de la Fuerza Harwich. El Aurora lo desafió con un reflector, por lo que el Kolberg lo atacó y le hizo blanco con dos proyectiles, a lo que el navío británico respondió impactándole con otros dos disparos. Hipper ordenó inmediatamente virar a sus cruceros hacia ellos cuando, casi al mismo tiempo, el SMS Stralsund pudo ver en lontananza, al noroeste de su posición, una gran columna de humo. Ello fue interpretado como una gran fuerza inglesa en dirección a la flota de Hipper, al hilo de lo cual el comandante dijo más tarde:

La presencia de una fuerza tan grande indicó la proximidad de otras secciones de la Marina Real Británica, especialmente tras revelarse por las interceptaciones inalámbricas la proximidad del 2º Escuadrón de Cruceros de Batalla… Ello fue también informado por el Blücher en la retaguardia de las líneas alemanas, donde había abierto fuego contra un crucero ligero y varios destructores que venían detrás. Los cruceros de batalla bajo mi mando se encontraban, en vista del predominante viento [este-noreste], en posición de barlovento y en situación muy desfavorable desde el principio.

Hipper tomó rumbo sur para dejar atrás a los navíos británicos, pero debió limitarse a avanzar a 23 nudos, la velocidad máxima del Blücher en esos momentos. Los cruceros de batalla británicos que los perseguían navegaban a 27 nudos, por lo que rápidamente alcanzaron a los barcos germanos. A las 09:52 el Lion, buque en que navegaba Beatty, abrió fuego contra el Blücher desde una distancia aproximada de 18 km, y poco después también comenzaron a disparar el Queen Mary y el Tiger. A las 10:09 los proyectiles ingleses hicieron su primer blanco en el Blücher, pero dos minutos después los navíos alemanes devolvieron varios cañonazos, casi todos con objetivo en el Lion, desde una distancia de 16,5 km. A las 10:28 el Lion recibe un cañonazo en su línea de flotación que le abre un boquete por el que se cuela agua que inunda su depósito de carbón y casi al mismo tiempo desde el Blücher consiguen colocarle otro proyectil de 210 mm en la torreta delantera, disparo que si bien no penetró la armadura consiguió inutilizar su cañón izquierdo. Sobre las 10:30 el New Zealand, cuarto buque de la línea de Beatty, entró en un rango efectivo sobre el Blücher y abrió fuego. Solo cinco minutos después el rango ya era de 16 km, momento en el que toda la flota de Hipper estaba a tiro de los buques ingleses, por lo que Beatty ordenó a sus cruceros de batalla entablar combate con sus contrapartes germanas.
Para las 11:00 el Blücher ya había sido tocado con numerosos proyectiles pesados y estaba seriamente dañado, aunque por el lado inglés el Lion había recibido el grueso de las andanadas de los cruceros Seydlitz, Derfflinger y Moltke y sus proyectiles le habían inutilizado dos de sus tres dinamos y provocado la inundación de la sala de máquinas de babor. 11:48 y entra en escena el Indomitable, que por orden de Beatty concentra su fuego en el ya muy maltrecho Blücher, que estaba en llamas y escorando a babor. Uno de los supervivientes contó la destrucción que se estaba produciendo:

Los proyectiles… perforaron hasta el cuarto de calderas. El carbón en los almacenes estaba ardiendo. Y como las carboneras estaban medio vacías, el fuego ardía alegremente. En la sala de máquinas un proyectil cayó en el aceite y lo roció alrededor en llamas azules y verdes… La tremenda presión del aire resultante de una explosión en un espacio reducido hizo que este rugiera por cada agujero y se abriera camino por cualquier punto débil. Los hombres fueron golpeados por esa terrorífica presión de aire y arrojados a una muerte horrible entre las máquinas.

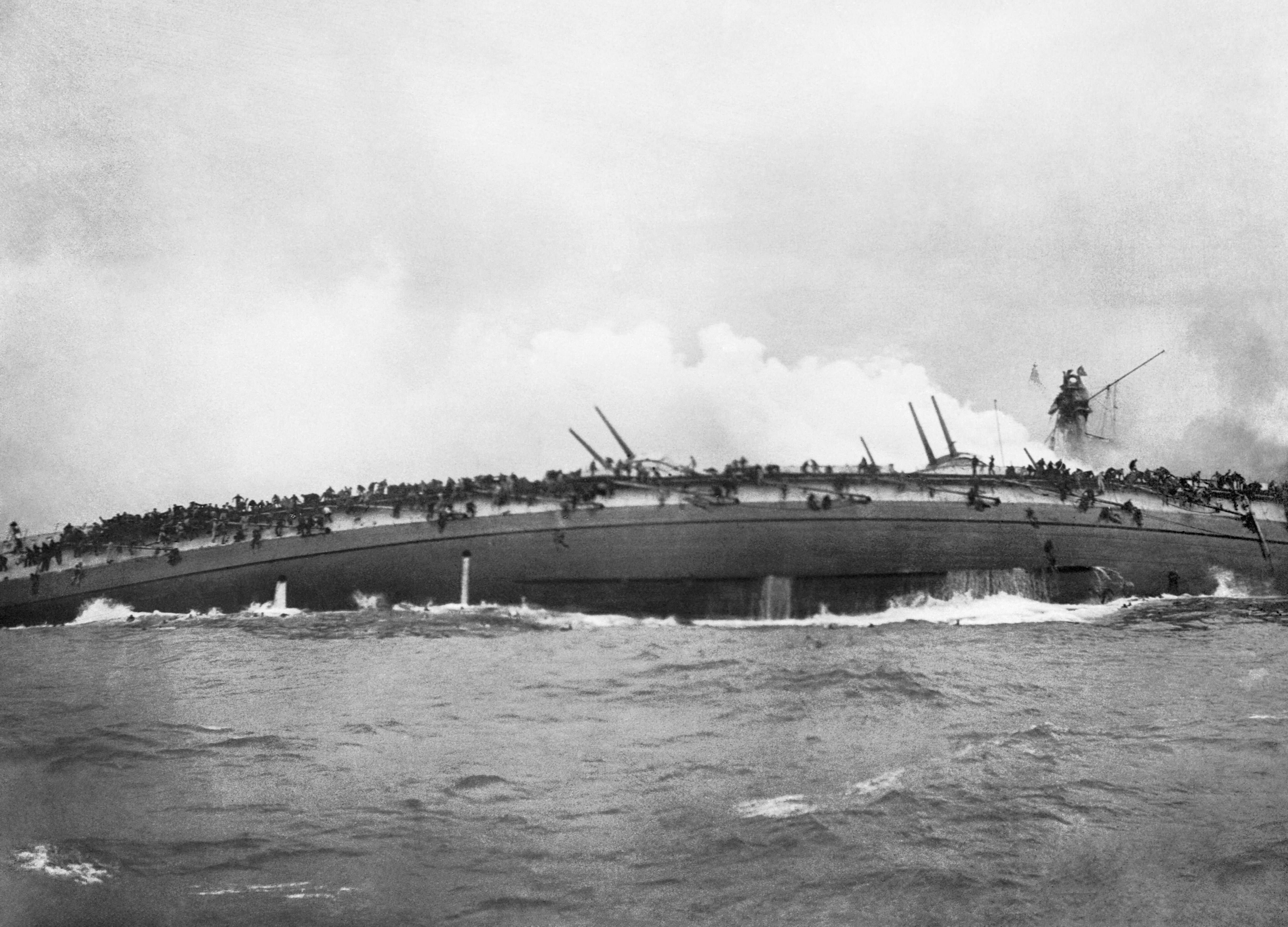
El Blücher zozobrando mientras cientos de sus tripulantes se aferran al costado del crucero. Esta impresionante instantánea fue tomada desde la cubierta del crucero ligero británico, uno de los navíos que se acercaron al rescate de los náufragos y luego tuvo que retirarse por el ataque de un dirigible alemán.

Sin embargo, todo fue interrumpido por informes que afirmaban la presencia de unos submarinos U-boot alemanes por delante de los barcos británicos. Beatty rápidamente ordenó maniobras de evasión, lo que permitió a los germanos aumentar su distancia. En este momento la última dinamo operacional del Lion falló y el navío hubo de reducir su velocidad a 15 nudos, por lo que Beatty ordenó a los cruceros restantes «rodear la retaguardia del enemigo», pero un fallo en la transmisión provocó que solo se atacara al Blücher. Este continuaba una resistencia tenaz y había rechazado ya el ataque de cuatro cruceros del 1º Escuadrón de cruceros ligeros y otros cuatro destructores. A pesar de ello, el buque insignia del 1º escuadrón de cruceros ligeros, el Aurora, hizo blanco en el crucero acorazado alemán con dos torpedos. En ese punto todos los cañones de las baterías principales del barco de la Marina Imperial, excepto la trasera, ya habían sido silenciados. Una andanada de siete torpedos fue lanzada a quemarropa y provocó el vuelco del navío germano a las 13:13. En el transcurso de la batalla, el Blücher había recibido entre 70 y 100 proyectiles de grueso calibre y varios torpedos.
Mientras el crucero se hundía los destructores británicos navegaron hacia su posición para intentar rescatar supervivientes de las aguas. Sin embargo, el dirigible zepelín alemán L5 confundió su barco naufragado con un crucero de batalla inglés y trató de bombardear a los destructores que se le acercaban, que se vieron obligados a retirarse. Las cifras sobre el número de bajas del hundimiento del Blücher son muy diversas. Paul Schmalenbach informó de que un total de 6 oficiales de 29 y 275 marineros de 999 fueron rescatados con vida del agua, lo que supone un total de 747 fallecidos. Las fuentes oficiales alemanas consultadas por Erich Gröner establecen 792 muertos en esta tragedia, mientras que James Goldrick afirma, sobre la base de documentos británicos, que se rescataron 234 hombres de un barco que contaba con alrededor de 1200 tripulantes. Entre los rescatados del mar estaba el capitán de navío Erdmann, oficial al mando del Blücher, aunque falleció de pulmonía durante su cautiverio británico. Junto con él, otros veinte tripulantes del crucero murieron siendo prisioneros de guerra.
La concentración del fuego británico en el Blücher permitió escapar a los buques Moltke, Seydlitz y Derfflinger. El almirante Hipper tenía la intención de dar la vuelta con estos tres cruceros y rodear los barcos británicos con el fin de aliviar al castigado Blücher, pero cuando supo que su buque insignia también estaba muy tocado, decidió abandonar al crucero acorazado. Más tarde Hipper explicó su decisión:

Con el fin de socorrer al Blücher se decidió intentar un movimiento de flanqueo… Pero como me informaron de que en mi buque insignia sus torretas C y D estaban inutilizadas, estábamos inundados a popa y que solo teníamos ya 200 proyectiles pesados, rechacé cualquier idea de ayudar al Blücher. Sea lo que fuere, ninguna intervención de nuestra Flota Principal habría valido, pues hubiera dado lugar a mayores pérdidas. El socorro al Blücher con un movimiento de flanqueo habría llevado a mi formación entre los cruceros de batalla británicos y los escuadrones de batalla que probablemente estarían detrás.

Para cuando Beatty recuperó el control sobre sus buques tras haberse trasladado al Princess Royal, los barcos alemanes habían tomado una ventaja demasiado grande para darles caza, por lo que a las 13:50 cesó la persecución. El Káiser Guillermo II de Alemania se enfureció por la pérdida del Blücher y el hundimiento casi total del Seydlitz, y ordenó a la Flota de Alta Mar permanecer en puerto. El contraalmirante Eckermann fue destituido de su cargo y el almirante Ingenohl se vio obligado a dimitir. Le sustituyó el almirante Hugo von Pohl.